# Ritanserina
La ritanserina o ritanserin è una molecola che agisce come antagonista della serotonina (5-HT). Il farmaco è relativamente selettivo per i recettori di tipo 5-HT2, sebbene abbia una certa affinità anche per i recettori 5-HT1C. A differenza della ketanserina la ritanserina non blocca i recettori a1-adrenergici. Ritanserina può essere utilizzata per il trattamento di numerosi disturbi di tipo neurologico.

## Farmacodinamica
Ritanserina agisce come antagonista dei recettori 5-HT2A e 5-HT2C, e presenta una maggiore affinità per i primi.
Ritanserina è dotata di attività ansiolitica e favorisce l'inizio della fase ad onde lente del sonno. La brusca sospensione del trattamento può indurre disturbi del sonno.
Ritanserina può interferire con la funzione piastrinica ma non avrebbe effetti significativi sulla pressione sanguigna, sul circolo e sulla frequenza cardiaca nei pazienti ipertesi. 
Il farmaco sarebbe anche dotato di proprietà caratteristiche degli antiaritmici della classe III.

## Usi clinici
Ritanserina è stata studiata per valutarne l'efficacia in una serie di disordini quali ansietà, depressione moderata (distimia o depressione neuropatica), disturbi del sonno e schizofrenia. 
La ritanserina è stata sperimentata, con risultati non incoraggianti, nel trattamento dei sintomi extrapiramidali di varia eziologia (malattia di Parkinson e parkinsonismi).
In uno studio effettuato su 30 pazienti con disordini distimici la ritanserina, somministrata al mattino per 5 settimane alla dose di 10 mg, ha alleviato i sintomi legati ad ansia e depressione molto più del placebo. La ritanserina migliorò la durata e la qualità del sonno in una donna con tumore paraipofisario e insonnia persistente; la terapia con benzodiazepine, zopiclone e melatonina non aveva avuto successo.

## Ritanserina ed alcool
Poiché la trasmissione serotonergica sembra giocare un ruolo importante nell'abuso e dipendenza da alcool, ritanserina ha attirato l'attenzione di molti autori per una sua possibile efficacia in questa popolazione di pazienti.

Un primo studio condotto con la somministrazione di 10 mg/die di ritanserina per 28 giorni aveva evidenziato una diminuzione dell'ansietà e della depressione e un miglioramento nel sonno in 5 alcoolisti cronici che si erano astenuti dal consumo di alcool per più di 30 giorni. Dopo i primi 3-7 giorni di trattamento, tutti i pazienti avevano limitato senza difficoltà l'assunzione di alcool.

Un successivo studio su 39 pazienti mise in evidenza che ritanserina poteva avere effetti differenziati sul consumo di alcol, il desiderio, il craving e l'apprezzamento dell'alcool, così come sull'intossicazione alcolica e sugli effetti dell'alcol sull'umore. Tuttavia il farmaco sembrava essere di limitata efficacia nel ridurre l'assunzione di alcol nei bevitori pesanti.
Un ulteriore studio condotto su un numero più ampio di pazienti (423 soggetti tenuti sotto osservazione per un periodo di 12 settimane) non confermava il presunto ruolo della molecola né sulla riduzione della assunzione, né sulla riduzione della appetizione (craving) verso l'alcool.